# Blacus parallelus
Blacus parallelus är en stekelart som beskrevs av Van Achterberg 1988. Blacus parallelus ingår i släktet Blacus och familjen bracksteklar. Inga underarter finns listade.